# 安田まゆみ
安田 まゆみ（やすだ まゆみ、1955年 - ）は、ライフプラン・プロデューサー。東京都出身。
和光大学卒業後専門雑誌の記者、編集者を経て1996年にファイナンシャルプランナーの資格を取得。現有限会社マイプランニングオフィス代表。ファイナンシャルプランナーの資格を生かしテレビ出演、執筆活動などをしている。

## 出演
- NNNニュースプラス1（日本テレビ）「拝見!お宅の家計簿チェック」のコーナーのコメンテーターとして[1]
- NNN Newsリアルタイム（日本テレビ）「ここがわからん!」のコーナーのコメンテーターとして[2]。「拝見!お宅の家計簿チェック」のコーナーのコメンテーターとして[3]。
- 暮らし相談・生活設定（NHKラジオ）など
- スッキリ!!（日本テレビ）[4]

## 出版物

### 本人名義
- 貯まる!かんたんどんぶり家計術（徳間書店、2006年3月発行）ISBN 978-4-198-62146-9
- 年金の基礎知識Q&Aシリーズ （ビジネス教育出版社、2008年度版、2009年度版は監修者として韓鐘哲の記名あり。）

2007年度版 ISBN 978-4-828-30166-2（2007年5月発行）
2008年度版 ISBN 978-4-828-30228-7（2008年5月発行）
2009年度版 ISBN 978-4-828-30288-1（2009年5月発行）

### 共著・監修
- 保険窓販徹底ガイド（サンコウ出版、2003年4月発行）ISBN 978-4-914-96330-9 菅原直子との共著
- ○×新しい家計簿（誠文堂新光社、2009年11月発行）ISBN 978-4-416-90927-0 考案・監修